# Lyman Spitzer
Lyman Spitzer   (Toledo, 26 de juny de 1914 - Princeton, 31 de març de 1997) va ser un físic teòric, astrònom i alpinista nord-americà.
Com a científic, va dur a terme la investigació sobre la formació d'estrelles, la física del plasma, i el 1946, va concebre la idea de telescopis que operen en l'espai exterior. Spitzer va inventar el dispositiu de plasma del reactor estel·lar i és l'homònim del Telescopi Espacial Spitzer de la NASA. Com alpinista, va fer la primera ascensió del Mont Thor amb David Morton.

## Primers anys i educació
Spitzer va néixer en una família presbiteriana a Toledo, Ohio, el fill de Lyman Strong Spitzer i Blanche Carey (née Brumback). A través de la seva àvia paterna, que estava emparentat amb l'inventor Eli Whitney. Spitzer es va graduar de l'Escola Secundària de Scott. Després va assistir al Phillips Academy el 1929 i després se'n va anar a la Universitat Yale, on es va graduar Phi Beta Kappa el 1935 i va ser membre de l'Skull and Bones. Durant un any d'estudis a la Universitat de Cambridge, va ser influenciat per Arthur Eddington i pel jove Subrahmanyan Chandrasekhar. De retorn als EUA, Spitzer va obtenir el seu màster de la Universitat de Princeton el 1937 i el seu doctorat en 1938, sota la direcció de Henry Norris Russell.

## Muntanyisme
El 1965, Spitzer i Donald Morton es van convertir en els primers homes a escalar el Mont Thor de 1675 metres, situat al Parc Nacional Auyuittuq, a l'illa de Baffin, Nunavut, Canadà. Com a membre de l'American Alpine Club que Spitzer va establir el "Lyman Spitzer Cutting Edge Climbing Award", que dona anualment 12.000 $ a diverses expedicions d'alpinisme.

## Ciència
Breu temps de Spitzer com a professor a Yale va ser interromput pel seu treball en temps de guerra al desenvolupament del sonar. El 1947, a l'edat de 33 anys, va succeir a Russell com a director de l'Observatori de la Universitat de Princeton, una institució que, pràcticament en forma conjunta amb el seu contemporani Martin Schwarzschild, va continuar al capdavant fins al 1979.
La investigació de Spitzer es va centrar en el medi interestel·lar, a la qual ell va portar una profunda comprensió de la física del plasma. En la dècada de 1930 i 1940, va ser un dels primers a reconèixer la formació d'estrelles com un procés contemporani en curs. Les seves monografies, "Diffuse Matter in Space" (Matèria en l'espai difús) (1968) i "Physical Processes in the Interstellar Medium" (Els processos físics en el medi interestel·lar) (1978), dècades de treball exclusiu, i ells mateixos es van convertir en els textos estàndard per a algunes dècades més.
Spitzer va ser el director fundador del Projecte Matterhorn, programa pioner de la Universitat de Princeton en la investigació termonuclear controlada, rebatejada el 1961 com a Princeton Plasma Physics Laboratory. Va ser un dels precursors de l'astronomia òptica en l'espai en general, i en particular del projecte que es va convertir en el Telescopi Espacial Hubble.

## Mort
Spitzer va morir sobtadament el 31 de març de 1997, després de completar un dia habitual de treball a la Universitat de Princeton. Li sobreviuen la dona Doreen Canaday Spitzer, quatre fills i deu nets. Entre els quatre fills de Spitzer cal citar Nicholas C. Spitzer que és neurobiòleg, on actualment és el professor i vicepresident de neurobiologia a la UC San Diego. Va ser enterrat al cementiri de Princeton.

## Honors
Premis
- Membre de l'American Academy of Arts and Sciences (1953)[9]
- Henry Norris Russell Lectureship (1953)[10]
- Bruce Medal (1973)[11]
- Henry Draper Medal of the National Academy of Sciences (1974)
- James Clerk Maxwell Prize for Plasma Physics (1975)
- Gold Medal of the Royal Astronomical Society (1978)[12]
- National Medal of Science (1979)
- Franklin Medal (1980)
- Prix Jules Janssen of the French Astronomical Society (1980)
- Crafoord Prize (1985)

Que porta el seu nom
- Asteroid 2160 Spitzer
- Spitzer Space Telescope
- Lyman Spitzer Library in Davenport College, Yale University
- Lyman Spitzer Building at the Princeton Plasma Physics Laboratory in Princeton, NJ
- Lyman Spitzer Planetarium at the Fairbanks Museum and Planetarium in St. Johnsbury, VT
- Answer to the final question on NTN Buzztime's Showdown on September 16, 2008.
- Spitzer Building in Toledo, Ohio.